# Fluvial Park
Fluvial Park är en park i Spanien. Den ligger i provinsen Provincia de Málaga och regionen Andalusien, i den södra delen av landet, 400 km söder om huvudstaden Madrid. Fluvial Park ligger 5 meter över havet.
Terrängen runt Fluvial Park är varierad. Havet är nära Fluvial Park åt sydost.Närmaste större samhälle är Fuengirola, 1,1 km nordost om Fluvial Park.